# Gonur Tepe
Gonur Depe o Gonur Tepe, también llamado «Gonor» o «Gunar», es un sitio arqueológico ubicado 60 km al norte de la ciudad de Mary (Turkmenistán). Es un yacimiento ocupado entre alrededor del Siglo XXV a. C. y finales del siglo XVI a. C., que forma parte del complejo arqueológico Bactria-Margiana. Fue descubierto en los años 1970 por el arqueólogo soviético Víktor Sarianidi, que continuó sus excavaciones en el lugar hasta poco antes de su fallecimiento en 2013.

## Descripción del sitio
Hasta el momento de la interrupción de las excavaciones, las mismas se extendían por unas 55 ha. La fracción norte del complejo tenía una estructura central de tipo ciudadela, de alrededor de 100 por 180 m. Hay una estructura similar en la parte sur del complejo, de aproximadamente 1,5 ha. De hecho, parecen haber sido dos ciudades distintas, separadas por unos 300 m de distancia; no se ha determinado si coexistieron en el tiempo o si una de ellas fue construida tras la destrucción o abandono de la anterior, lo que se considera más probable.
Las instalaciones descubiertas por Sarianidi en la zona norte están compuestas de un recinto fortificado de adobe, un palacio y varios templos; según su descubridor, estos estaban organizados en torno a altares de fuego, lo que convertiría a esta cultura en un la primera en aportar el culto del fuego, que sería posteriormente adoptado por el zoroastrismo. Entre los elementos ceremoniales que se encontraron se hallaron calderos y platos con restos de marihuana, amapola y efedrina, que habrían sido utilizados para preparar una bebida ritual llamada soma. Esta bebida narcótica está mencionada con ese nombre en el Rigveda de la tradición hindú temprana y, con el nombre de haoma, también en el Avesta, una colección de textos sagrados de la antigua Persia. Por su parte, en la zona sur se encontró un templo que se cree que sería para el culto del agua. Hacia el oeste se encontró un gran cementerio, que fue excavado durante diez años, y donde se identificaron casi 3000 tumbas. Por último, hacia el este se hallaron ocho tumbas reales en forma de casas subterráneas, dotadas de pozos de agua independiente, y donde al parecer fueron sacrificados animales y sirvientes para acompañar a los reyes difuntos en el entierro; pese al saqueo de las tumbas en tiempos antiguos, aún fue posible hallar algunos ejemplos de arte, pequeñas piezas de oro y restos de mosaicos con composiciones narrativas. También se han hallado recipientes de arcilla cruda y de cerámica, y objetos importados: algunos sellos cilíndricos de origen mesopotámico y un sello cuadrado posiblemente proveniente de Harappa, en el valle del Indo.

## Ubicación y contexto
La ciudad estaba ubicada a la vera del curso inferior del río Murgab, un gran río que nace en la cordillera del Hindu Kush y fluye hacia el norte hasta perderse en el desierto de Karakum, aunque quizá en tiempos remotos pertenecía a la cuenca del río Amu Daria. El delta interior del Murgab es bastante cambiante, y la ciudad debe haber sido abandonada cuando el curso del río se alejó demasiado de la misma. Más tarde, en las cercanías de Gonur Tepe se fundaría la ciudad de Merv, que llegó a ser muy importante desde las conquistas de Alejandro Magno hasta que fue destruida en 1221 por el príncipe mongol Tolui, hijo de Gengis Kan. Posteriormente la ciudad fue reconstruida, pero terminó por ser abandonada por un nuevo cambio de curso del río Murgab.
Gonur Tepe es el complejo arquitectónico más importante —tenía miles de habitantes— de la Bactria-Morgiana (2500-1700 a. C.), que incluye otros 150 asentamientos. Se trata de una cultura de la Edad del Bronce que, de acuerdo a la hipótesis de Sarianidi, correspondería a un poblamiento de origen indoirania, contemporánea de la cultura de Andrónovo.